# Roberto Sturm
Roberto Sturm (Ancona, 9 agosto 1959) è uno scrittore italiano.

## Biografia
Avvicinatosi per passione al fandom degli appassionati di fantascienza all'inizio degli anni Ottanta, diventa direttore di una delle molte fanzine autoprodotte a livello amatoriale, intitolata “Follow my dream”. Pubblica diversi racconti a partire dal 1982 su altre fanzine del sottobosco letterario, in quegli anni molto fervido a causa della quasi impossibilità per un autore italiano di trovare spazio presso le case editrici specializzate in fantascienza.
In seguito, dopo lusinghieri piazzamenti ai molti concorsi locali di narrativa d'anticipazione che servivano a far conoscere gli autori italiani di fantascienza a un pubblico che non poteva leggerli su riviste professionali, Sturm diviene redattore di Intercom, la più longeva fanzine italiana di genere; fondata a Palermo nel 1979, vide diversi trasferimenti di sede e redazione, prima a Genova e poi a Terni: Roberto Sturm collabora a quest'ultima fase, che dura dal n. 99 al n. 149, e poi ancora dopo la trasformazione di Intercom in una webzine a partire dal 1997.
Giunge finalmente all'editoria professionale con la cura di un'antologia di racconti di cyberpunk di autori italiani pubblicata dalla giovane casa editrice anconetana Pequod. Presso la stessa, che nel frattempo ha cambiato marchio editoriale in Italic, pubblica due romanzi a partire dal 2012, che riscuotono successo critico e di pubblico e segnano il suo distacco dalla letteratura di fantascienza:
(Roberto Sturm)
Psicologia e solitudine sono di solito gli ingredienti della narrativa di Roberto Sturm, i cui personaggi prendono decisioni drastiche, controcorrente. Attualmente collabora con la webzine d'informazione Carmilla on line.

## Opere
- Roberto Sturm (a cura di), Sangue sintetico. Antologia del cyberpunk italiano, Pequod, 2002,  p. 228, ISBN 978-8887418101.
- Roberto Sturm, Vampiri & vampiri, Senzapatria editore, 2012,  p. 54, ISBN 9788897006398.
- Roberto Sturm, Uomini di riviera, Ancona, ed. Italic, 2012,  p. 144, ISBN 9788896506523.
- Roberto Sturm, Ristrutturazioni, Ancona, ed. Italic, 2014,  p. 160, ISBN 9788898505487.